# Rue Pajol
Rue Pajol är en gata i Quartier de la Chapelle i Paris artonde arrondissement. Gatan är uppkallad efter den franske generalen och politikern Pierre Claude Pajol (1772–1844). Rue Pajol börjar vid Place de la Chapelle 8 och slutar vid Place Hébert 1.

## Omgivningar
- Saint-Denys de la Chapelle
- Sainte-Jeanne-d'Arc
- Impasse de la Chapelle
- Cité de la Chapelle
- Boulevard de la Chapelle
- Place de la Chapelle
- Bois Dormoy
- Jardin Nusch-Éluard
- Marché de La Chapelle

## Bilder
| - Rue Pajol. - Gatuskylt. - Saint-Denys de la Chapelle. - Sainte-Jeanne-d'Arc. - Jardin Nusch-Éluard. |

## Kommunikationer
- Tunnelbana – linje  – Marx Dormoy
- Busshållplats Place de Torcy – Paris bussnät

### Webbkällor
- ”Rue Pajol”. Mairie de Paris. https://web.archive.org/web/20160303221735/http://www.v2asp.paris.fr/commun/v2asp/v2/nomenclature_voies/Voieactu/6913.nom.htm. Läst 18 september 2023.
- ”Rue Pajol”. Les rues de Paris. https://web.archive.org/web/20190901215834/http://www.parisrues.com/rues18/paris-18-rue-pajol.html. Läst 18 september 2023.